# Reflex-Korelle

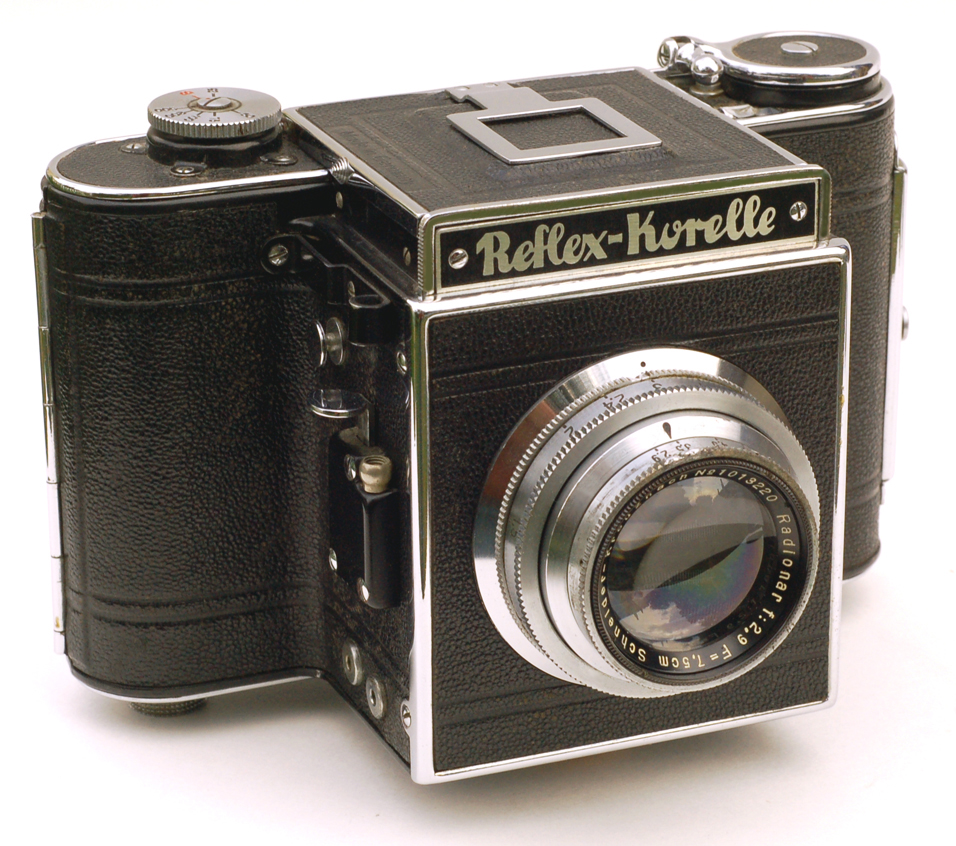
La Reflex-Korelle

La Reflex-Korelle è una fotocamera reflex realizzata dal tedesco Franz Kochmann (1873-1956), una delle prime macchine fotografiche 6x6, preceduta di pochi mesi dalla Eichapfel Noviflex.

## Storia
Dopo aver fondato la propria azienda nel 1921, Kochmann presentò la sua prima fotocamera reflex con obiettivo singolo nel 1924, la Enolde, ma ancora con la forma a scatola per lastre. Un anno dopo venne presentata una nuova macchina fotografica migliorata, la “Spiegel-Reflex". Le fotocamere di Kochmann erano considerate di ottima qualità e la richiesta per le sue fotocamere erano elevate tanto che qualche anno dopo prese a costruire anche accessori fotografici. Nel 1931 produsse la prima "Korelle" con rullino 4x6,5 cm. L'anno successivo uscì la "Korelle K" per rullini 35 mm.
Nel 1935, alla Fiera di Lipsia, Franz Kochmann presentò la fotocamera reflex monobiettivo "Korelle 6×6" con un elevato livello tecnico, con il contapose, l'obiettivo intercambiabile e dove si poteva vedere l'immagine riflessa su uno schermo. Successivamente nacquero nei mesi la "Reflex-Korelle I”, la “Reflex-Korelle II”, di qualità superiore, e infine la “Reflex-Korelle Ia” e la “Reflex-Korelle IIa”. Allo stesso tempo, fu anche la gamma di obiettivi  che si potevano innestare sulla macchina, oltre ad altri accessori.
Nel 1938 vennero aboliti i vari nomi dei modelli Ia, IIa. La IIa divenne Reflex-Korelle II. Inoltre fu creata la Reflex-Korelle Chrom III che aveva caratteristiche speciali quali l'autoscatto migliorato, la baionetta per gli obiettivi intercambiabili ed altre innovazioni.
Nello stesso anno, però, Kochmann, essendo ebreo, fuggi dalla Germania e si rifugiò forse in Olanda ma non abbiamo nessuna informazione sui suoi spostamenti. L'azienda fu sequestrata dai nazisti e ribattezzata "Korelle-Werk GH Brandtmann", ma alla fine della seconda guerra mondiale gli impianti di produzione bruciarono poiché la città di Dresda fu gravemente bombardata dagli alleati. Dopo la guerra, Dresda venne inglobata nella Repubblica Democratica Tedesca e l'azienda venne statalizzata dalla VEB WEBO ma chiuse nel 1951 unificandola con la Welta della Weeka-Kamera-Werk di Dresda.
La Korelle era molto popolare negli anni '30 e '40 e generò la Meister-Korelle del secondo dopoguerra, esportata come Master Reflex negli Stati Uniti. In ogni caso, il design e la configurazione di base della Korelle furono gli elementi che definirono i successivi modelli, sviluppati ed ulteriormente arrricchiti, dell'Exakta 66, Pentacon Six e Praktisix, oltre alla giapponese Norita 66 e alla ucraina Kiev 60. Tutte le Korelle sono considerate pezzi da collezione. Un modello originale pulito e funzionale con diaframma manuale Schneider Xenar da 75 mm f/2.8 nel 2008 non rivestito costava meno di 300 dollari. Copie della Reflex-Korelle furono realizzati in vari paesi con esiti diversi, per esempio in Gran Bretagna, la macchina si chiamò Agiflex.

## Descrizione
- Tipo di pellicola: Pellicola a rullo da 120 mm (dodici esposizioni da 6 cm x 6 cm.)
- Obiettivo: Ludwig-Dresden Victar 7,5 cm f/3,5 non rivestito
- Attacco obiettivo: 40,5 mm
- Messa a fuoco a vite: da 4 piedi a infinito Mirino
- Mirino: reflex accoppiato a livello della vite Otturatore
- Velocità del piano focale:  B, 1/25 – 1/500
- Esposimetro: Nessuno
- Batteria: Nessuna[6]